# ساری‌هوغ‌لار (سیحان)
ساری‌هوغ‌لار (به ترکی استانبولی: Sarıhuğlar) یک منطقهٔ مسکونی در ترکیه است که در سیحان واقع شده‌است.